# Tipi da spiaggia
Pour plus de détails, voir Fiche technique et Distribution.
Tipi da spiaggia est un film italien réalisé par Mario Mattoli, sorti en 1959.

## Fiche technique
- Titre : Tipi da spiaggia
- Réalisation : Mario Mattoli
- Scénario : Castellano et Pipolo
- Photographie : Riccardo Pallottini (it)
- Montage : Gisa Radicchi Levi
- Musique : Gianni Ferrio
- Pays d'origine : Italie
- Format : Couleurs
- Genre : comédie
- Durée : 97 minutes
- Date de sortie : 1959

## Distribution
- Ugo Tognazzi : Pasubio Giovinezza
- Christiane Martel : Barbara Patton
- Lauretta Masiero : Silvia Barenson
- Edy Vessel : Lucy
- Liana Orfei : Magali
- Giustino Durano : Nick Balmora
- Luciano Salce : Ionescu, le psy
- Annie Gorassini : Hildegard
- Goffredo Pistoni : Amerigo 'Merigo' Pisani
- Cesare Polacco (en) : Prince Joakim
- Johnny Dorelli : Giorgio Binotti
- Gianni Minervini : le directeur de l'hôtel
- Gino Buzzanca : Giovanni Buzzanca
- Armando Bandini (en) : l'assistant du prince Joakim
- Nando Angelini